# Historiographie byzantine

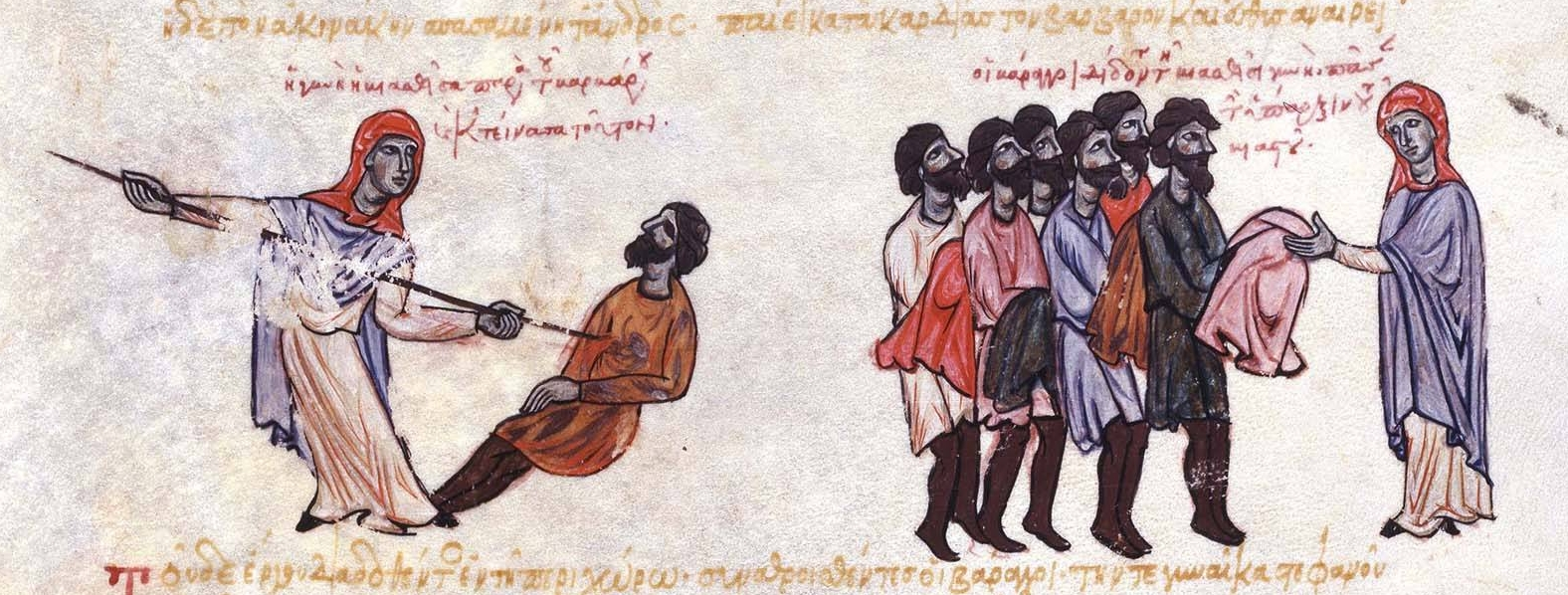
la Chronique de Jean Skylitzès

L'historiographie byzantine, parallèlement à la littérature byzantine, est riche est variée, que l'on peut considérer comme l'une des plus importantes de l'histoire en général. Beaucoup d'écrits sont parvenus jusqu'à nous, et on est loin d'avoir tout exploré (les bibliothèques des monastères du mont Athos, pour ne prendre que cet exemple, n'ont pas encore été intégralement inventoriées). Parmi les auteurs, nous pouvons citer Philostorge, l'un des plus anciens historiens (Ve siècle), Simocates (VIIe siècle), Procope de Césarée (VIe), Théophane (VIe), Porphyrogénète (IXe), Jean Skylitzès (XIe - XIIe siècles), Nicétas Choniatès (XIIe), Anne Comnène (XIIe), Nicéphore Grégoras (XIIIe-XIVe siècles) ou Jean Cinnamus (XIIe).
L'historiographie byzantine représente une source importante pour l'histoire et la civilisation des pays, des peuples et des domaines suivants:
- Afrique byzantine ;
- Albanies (celle du Caucase et celle des Balkans) ;
- Arménie (notamment : Historiographie arménienne) ;
- Bardariotes ;
- Bulgarie (notamment le khanat bulgare du Danube, le Premier Empire bulgare et le Second Empire bulgare ;
- Caucase (notamment Géorgie) ;
- Croisades (notamment la quatrième) ;
- Église du premier millénaire, christianisme oriental, dogmes chrétiens et pentarchie ;
- Égypte et Proche-Orient du haut Moyen Âge ;
- Espagne byzantine ;
- États grecs ;
- Exégèse chrétienne ;
- Grèce médiévale et autres états grecs ;
- Italie (dont l'exarchat de Ravenne, la Sicile byzantine, la Calabre byzantine, les Pouilles byzantines, la papauté byzantine, le catépanat d'Italie, le Quattrocento, Venise et Gênes…) ;
- Juifs yévaniques (Romaniotes) ;
- Peuples cavaliers iranophones puis turcophones ou finno-ougriens et tengristes de la steppe (Alains, Avars, Bulgars, Coumans, Khazars, Magyars, Petchénègues…) ;
- Navigation au Moyen Âge, dromons, marine byzantine ;
- Pauliciens ;
- Perse sassanide ;
- Roumanie ;
- Russie ;
- Serbie ;
- Slaves ;
- Turquie (dont Karamanlides, Seldjoukides, Ottomans…) ;
- Valaques ;
- Varègues.

- Hélène Ahrweiler ;
- Jean-Claude Cheynet ;
- Michel Kaplan ;
- Edward Gibbon ;
- Georg Ostrogorsky ;
- Vocabulaire des croisades et de la Reconquista.